# Берёзовка (приток Волманги)
Берёзовка — река в России, протекает в Опаринском районе Кировской области. Устье реки находится выше 2 км по левому берегу реки Волманги. Длина реки составляет 15 км.
Исток реки в лесу западнее деревни Берёзовка (Моломское сельское поселение) в 40 км юго-западнее посёлка Маромица. Река течёт на восток по ненаселённому лесу параллельно реке Поникаровке. Согласно водному реестру впадает справа в Поникаровку в 0,7 км от устья той, однако согласно картам Роскартографии Берёзовка впадает в Волмангу чуть выше Поникаровки.

## Данные водного реестра
По данным государственного водного реестра России относится к Камскому бассейновому округу, водохозяйственный участок реки — Вятка от города Киров до города Котельнич, речной подбассейн реки — Вятка. Речной бассейн реки — Кама.
По данным геоинформационной системы водохозяйственного районирования территории РФ, подготовленной Федеральным агентством водных ресурсов:
- Код водного объекта в государственном водном реестре — 10010300312111100035287
- Код по гидрологической изученности (ГИ) — 111103528
- Код бассейна — 10.01.03.003
- Номер тома по ГИ — 11
- Выпуск по ГИ — 1